# Moniliformis spiralis
Espèce
Moniliformis spiralis est une espèce d'acanthocéphales de la famille des Moniliformidae. C'est un parasite digestif de rongeurs en Birmanie.

## Publication originale
- (en) K. Subramanian, « On a small Collection of Acantocephala from Rangoon », Annals and Magazine of Natural History, Londres, Taylor & Francis, vol. 19, no 114,‎ 1927, p. 645-650 (ISSN 0374-5481, OCLC 1481361, lire en ligne).